# 마이클 투치
마이클 투치(Michael Tucci, 영어 발음: /ˈtuːtʃi/, 1946년 4월 15일 ~ )는 미국의 배우이다.
뉴욕에서 태어났다.

## 출연 작품
- 미믹 2 (2001년) - 닥터 샤피로 역
- 트레인 테러 (1998년)
- 맥쉐인의 최후의 결판 (1994년)
- 닥터슬론 (1993년)
- 찬스 오브 라이프타임 (1991년)
- 팬더모니엄(영어판) (1982년)
- 히로시마 원폭투하대 (1980년)
- 그리스 (1978년) - T-Birds - 소니 역

### 텔레비전
- Once and Again (2001)